# Martim Afonso de Melo, 5.º senhor de Melo
Martim Afonso de Melo viveu no século XIV e foi o 5.º Senhor de Melo, e também Senhor de Linhares, de Seia, de Gouveia, de Celorico e de Penamacor. Foi vassalo do rei D. Fernando e partidário da causa de Castela na crise da sucessão 1383/1385. Acompanhou o soberano castelhano durante o cerco de Lisboa e na Batalha de Aljubarrota. Tomou parte na tomada de Tarragona, junto com D. Gil Fernandes de Carvalho.

## Relações familiares
Foi filho de Martim Afonso de Melo, 4º senhor de Melo e de Marinha Vasques de Albergaria. 
Casou por duas vezes, a primeira com Mécia Vasques de Resende de quem teve: 
1. Violante de Melo casada com Gonçalo Vasques de Góes.
2. Fernão Afonso de Melo
3. Rui Vaz de Melo casado com Aldonça Pires de Castro

O segundo casamento foi com Inês Lopes de Brito, filha de Rui Lopes de Brito, de quem teve:
1. Estêvão Soares de Melo, 6.º senhor de Melo casado com Teresa Freire de Andrade
2. Beatriz de Melo casada com o 3.º senhor de Pombeiro, Álvaro da Cunha.

Fora do casamento teve:
1. Usenda Afonso de Melo que casou com o 6.º senhor do Morgado de Oliveira, Joane Mendes de Oliveira.